# 本野久子
本野 久子（もとの ひさこ、1868年11月3日（明治元年9月19日） - 1947年（昭和22年）12月12日）は、日本の女性運動家。外交官本野一郎の妻。長州藩士野村靖の長女。愛国婦人会会長などを歴任した。

## 人物
山口県生まれ。四歳で上京して以降は東京に育つ。旧・永田町小学校（現・麹町小学校）の第一期生、長じて華族女学校の第一期生で、その関係からも女子学習院卒業の同窓会常磐会会長を長年務めた。1917年（大正6年）、当時の軍人、家族の支援を目的とした愛国婦人会の幹部となり、1927年（昭和2年）に会長に就任し、退任の1939年（昭和14年）までその発展に尽力。同時に、日本赤十字社篤志看護婦人会副会長、少年保護婦人協会会長も務めるなど、婦人としての社会活動に従事した。

## 家族・親族
- 父：野村靖
- 最初の夫：万里小路正秀（万里小路正房八男）
  - 長男：元秀
- 2番目の夫 本野一郎
  - 次男：盛一
    - 孫：本野盛幸